# Adetus truncatipennis
Adetus truncatipennis es una especie de escarabajo del género Adetus, familia Cerambycidae. Fue descrita científicamente por Melzer en 1934.
Habita en Brasil y Paraguay. Los machos y las hembras miden aproximadamente 6,5-10,5 mm. El período de vuelo de esta especie ocurre en los meses de febrero y julio.